# تنت‌آمون
تنت‌آمون (به انگلیسی: Tentamun) شاهدختی در مصر باستان در دوران حکمرانی دودمان هجدهم مصر و در زمان پادشاهی نوین مصر بود. وی یکی از دختران تحوتموس چهارم بود.
تنت‌آمون در همان سال وفات پدرش درگذشت. او به همراه پدرش و برادری به نام «آمنمحات» در دره پادشاهان در مقبره کی‌وی۴۳ به خاک سپرده شد. قطعه‌ای از کوزه کانوپی متعلق به تنت‌آمون در مقبره پیدا شد. این قطعه اکنون در موزه مصر در قاهره است.